# Three Coins in the Fountain
Three Coins in the Fontain is een Amerikaanse romantische film uit 1954 van regisseur Jean Negulesco met in de hoofdrollen Clifton Webb, Dorothy McGuire en Louis Jourdan.
Het scenario is gebaseerd op de gelijknamige roman uit 1952 van John H. Secondari. Het boek leverde ook de inspiratie voor de musical The Pleasure Seekers uit 1964 met Ann-Margret en de televisiefilm Coins in the Fountain uit 1990 met Loni Anderson.
De film was een succes in de bioscopen en kreeg een Oscarnominatie voor Beste film. Deze nominatie werd niet verzilverd, maar de film werd wel onderscheiden met een Oscar voor Beste Camerawerk, Beste kleur en geluid en voor Beste liedje. Deze laatste onderscheiding was voor de gelijknamige titelnummer geschreven door Jule Styne and Sammy Cahn en vertolkt door Frank Sinatra.

## Verhaal
Drie Amerikaanse meisjes wonen en werken in Rome. Ze delen een appartement en hebben elk een baan als secretaresse. In de romantische hoofdstad van Italië koesteren Frances, Anita en Maria de hoop op hun ware liefde, die echter nog steeds uitblijft. Maar dan slaat Cupido toe. Frances, die als secretaresse werkt voor een oudere schrijver, John Chadwell, is in stilte verliefd op hem en besluit die stilte te verbreken. Anita ontmoet de knappe Italiaan, Giorgio, op haar werk en wordt verliefd, terwijl Maria wordt veroverd door een echte prins, Dino de Cessi. Helaas zijn er nog de nodige problemen. Chadwell is wel een gladde praatjesmaker en charmeur, maar trouwen staat niet in zijn woordenboek. Anita en Giorgio werken voor dezelfde regeringsinstelling en mogen volgens de regels van het kantoor geen verhouding of huwelijk aangaan en Maria is niet helemaal zeker van de bedoelingen van haar sprookjesprins.
De drie besluiten om het lot een handje te helpen om te zien of ze nu de ware liefde hebben ontmoet. Ze werpen een muntje in de beroemde Trevifontein. Althans, Maria en Frances werpen een muntje. Anita, die haar verhouding met Giorgio ziet tegengewerkt, wil terug naar de VS en gooit niets. Later gooit Giorgio echter wel een muntje. De muntjes lijken niet te helpen en de drie meisjes raken gefrustreerd als hun ware jacob dreigt te ontglippen. Maria besluit om samen met Anita terug te gaan naar de VS. Op het treinstation krijgen ze een telefoontje van Frances. Zij vraagt hen om terug te keren naar de Trevifontein. Als ze daar aankomen zien ze dat de fontein schoongemaakt is en het water verdwenen. Hiermee zijn alle oude wensen verdwenen en is er plaats voor nieuwe. Even later verschijnt prins Dino en hij verklaart zijn liefde aan Maria. Giorgio komt aanhollen en neemt Anita in zijn armen en John Chadwell komt naar voren om Frances toch ten huwelijk te vragen. Alle drie de wensen zijn uitgekomen.

## Rolverdeling
| Acteur          | Personage     |
| --------------- | ------------- |
| Dorothy McGuire | Frances       |
| Clifton Webb    | John Chadwell |
| Jean Peters     | Anita         |
| Rossano Brazzi  | Giorgio       |
| Maggie McNamara | Maria         |
| Louis Jourdan   | prins Dino    |

## Titel

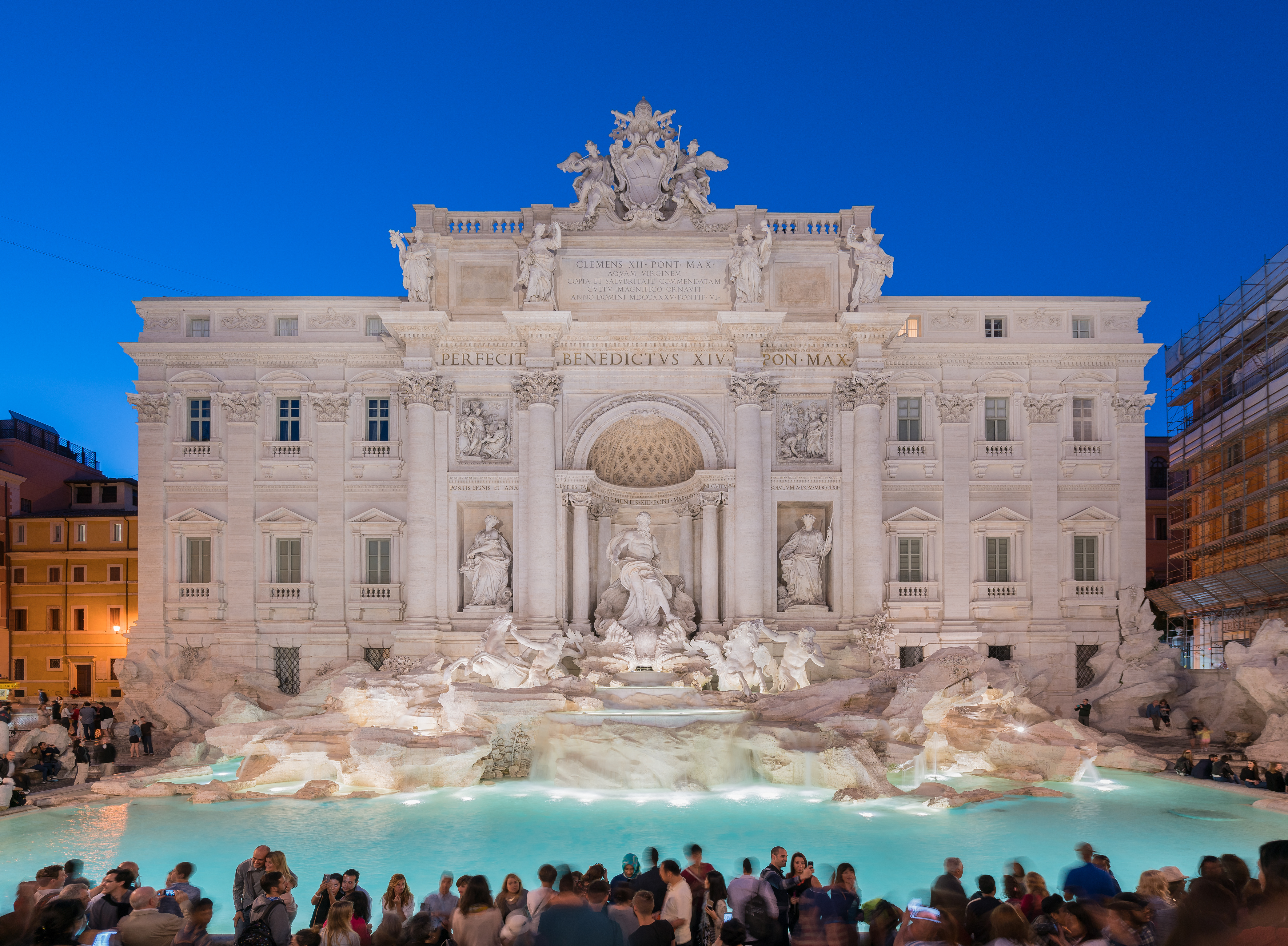
Trevifontein.

De Trevifontein, of in het Italiaans, Fontana di Trevi, werd ontworpen door Bernini en gebouwd door Nicola Salvi. De naam Trevi komt van de woorden 'tre via' (drie wegen). Vroeger kwamen er namelijk drie wegen uit op het plein van de fontein. De fontein speelt in vele films als bijvoorbeeld La Dolce Vita en Roman Holiday een grote rol. Volgens een hardnekkige mythe zal men ooit terugkeren in Rome door met de rug naar de fontein te gaan staan en met de rechterhand twee muntjes over de linkerschouder in de fontein te werpen. Daarbij moet men de ogen sluiten, aan Rome denken en uitroepen “Arrivederci Roma, tibi gratia volo, in tiberis aqua tua fluit" (Tot wederziens Rome, ik wil je genade, je water stroomt naar de Tiber)
Voor de film werd gebruikgemaakt van een andere mythe. Wie twee muntjes in de fontein werpt, zal zijn geliefde ontmoeten in Rome. Overigens werpen de actrices in de film maar één muntje per persoon en geen twee. In totaal worden er dus drie muntjes in de fontein geworpen.

## Opnames
De opnames voor Three Coins in the Fountain werden op locatie in Rome gemaakt. De film was echter de eerste speelfilm op CinemaScope-formaat, die buiten de VS zou worden opgenomen.

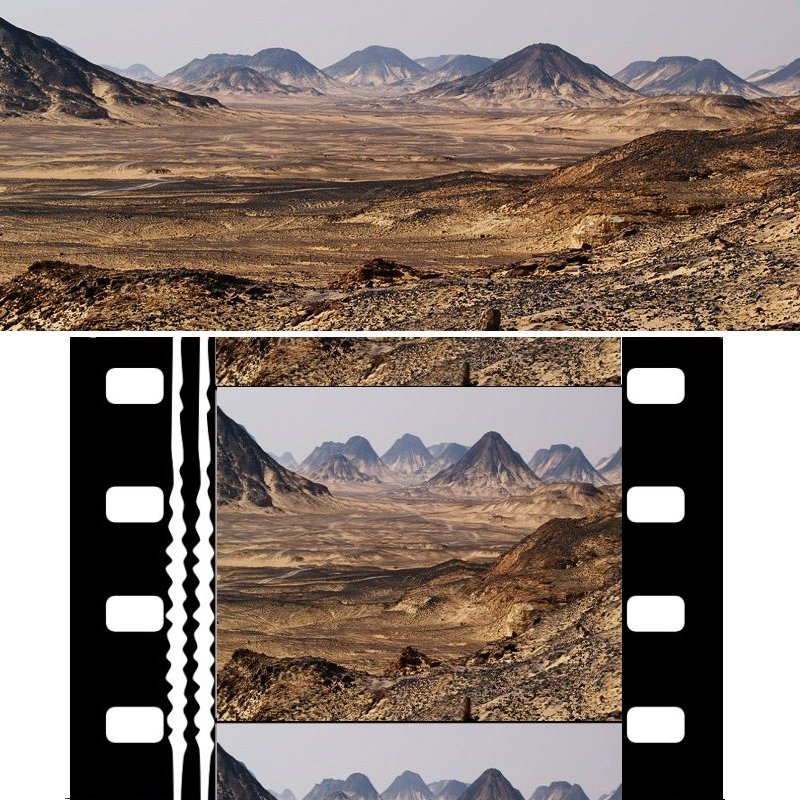
Normaal beeld (boven) en samengeperste (anamorfotische) opname op 33 mm (CinemaScope)

Cinemascope of CinemaScope was een in 1953 door de Amerikaanse filmmaatschappij 20th Century Fox geïntroduceerd systeem voor opname en projectie van extra brede beelden op bioscoopfilm (de zogenaamde muur-tot-muurprojectie). Het brede Cinemascope-beeld werd tijdens de opname via een anamorfotisch objectief tot het gebruikelijke 35mm-formaat samengeperst, en dus op normale 35mm-film opgenomen. Tijdens de projectie werd het beeld door het objectief weer 'uitgerekt' tot het brede Cinemascope-formaat. 20th Century Fox waarschuwde regisseur Jean Negulesco dat buiten de studio in de VS er zeker technische problemen moesten ontstaan. Negulesco overlegde met producer Sol C. Siegel en ze besloten als oplossing de hele technische crew van de studio mee te nemen naar Italië. Aldaar maakte de filmploeg opnames in Rome, in de Dolomieten, Merano en Venetië.

## Muziek
Het beroemdste nummer uit de film is het titelnummer. Sammy Cahn (tekst) en Julie Styne (muziek) kregen opdracht om het titelnummer te schrijven. Ze hadden echter geen tijd om de film te zien of het script te lezen en moesten het doen met een synopsis. Het liedje werd binnen een uur geschreven en nog geen dag later hadden ze een demo-opname klaar waarop Frank Sinatra het nummer zingt. 20th Century Fox vergat een contract te tekenen over het gebruik van het liedje in de film. In die tijd kocht een studio namelijk voor een bepaald bedrag de rechten af voor eenmalig gebruik. Maar omdat dit was vergeten kregen Cahn en Styne de volledige rechten uitgekeerd.
De volgende liedjes zijn in de film te horen:
- "Three Coins in the Fountain" ((1954) (Sammy Cahn/Jule Styne) - gezongen door Frank Sinatra
- "Largo Al Factotum" (1816) uit: "Il Barbiere di Siviglia" (Cesare Sterbini/ Gioachino Rossini)
- "Anima e cuore" (1950) (Salve D'Esposito/Tito Manlio
- "Nanni" (Franco Silvestri)
- "O ciucciariello" ((1951) (Nino Oliviero/Roberto Murolo)